# Bimorf

Najprostszy bimorf

Bimorf – układ dwóch połączonych mechanicznie, zaopatrzonych w metalowe elektrody płytek (belek) piezoelektrycznych, dobrany w ten sposób, aby odkształcenia płytek w polach elektrycznych generowanych przez te elektrody były przeciwne (np. rozszerzanie-kurczenie). 
W efekcie odkształcenie bimorfu jest znacznie większe niż odkształcenia jego składników. Na podobnej zasadzie działa bimetal, z tym, że jego elementy składowe odkształcają się zawsze w tym samym kierunku (jednocześnie rozszerzają bądź kurczą).
Bimorfy, z racji stosunkowo niewielkiej amplitudy generowanych przemieszczeń, wykorzystywane są głównie do konstrukcji silników piezoelektrycznych, manipulatorów i przełączników.